# Denis Martiquet

a Compétitions nationales et continentales officielles uniquement.

b Matchs officiels uniquement.
Denis Martiquet, né le 31 juillet 1916 à Lahonce et mort le 1er juillet 1965 à Bayonne, est un joueur de rugby à XV et de rugby à XIII évoluant au poste de deuxième ligne ou de pilier dans les années 1930 et 1940. Dans la vie civile, il exerce le métier d'électricien.
Denis Martiquet découvre le rugby à XV via le sport corporatif au sein de la « Société étude et produits chimiques » à Mouguerre puis à l'armée avec un titre de Championnat de France militaire. Durant la Seconde Guerre mondiale, il intègre la « Société nautique de Bayonne » et y dispute le Championnat de France. Au sortir de la guerre, il choisit de rejoindre avec nombre de ses coéquipiers le club de rugby à XIII de Côte basque XIII où évoluent Robert Caillou, Paul Césard et Pierre Etchart et prend part au Championnat de France, il prend part ensuite à l'entente de son club devenant Bordeaux-Bayonne avant que Côte basque XIII reprenne son indépendance.
Ses performances remarquées en club l'amènent à prendre part à une rencontre de l'équipe de France le 18 janvier 1947 dans le cadre de la Coupe d'Europe 1947 avec pour partenaires Puig-Aubert, Caillou, Jep Maso et Élie Brousse. Bien qu'effectuant sa carrière au poste de deuxième ligne, cette unique sélection en équipe de France est au poste de pilier.

## Biographie

### Pratique du rugby à XV avant et pendant la Seconde Guerre mondiale
Denis Martiquet naît à Lahonce le 31 juillet 1916 et grandit dans la ville voisine d'Urcuit. Électricien de formation, il intègre la société « Société étude et Produits Chimiques » à Mouguerre, alors détenue par Solvay. Dans cette société, il pratique le rugby à XV avec l'équipe corporative nommée « Soude Adour Club ». Lors de son service militaire, il pratique également le rugby à XV et devient champion de France militaire en 1939. Durant la guerre, ses qualités sportives sont appréciées et le club de rugby à XV de la « Société Nautique de Bayonne » (SN Bayonne) l'incorpore dans son équipe. Ce club est l'un des deux grands clubs de Bayonne, l'autre étant l'Aviron bayonnais où joue l'ex-treiziste Jean Dauger, champion de France en 1943. Lors de la saison 1943-1944, le SN Bayonne est tout près de se qualifier pour les demi-finales du Championnat de France 1944 seulement devancé dans son groupe par l'USA Perpignan, futur champion emmené par Puig-Aubert et Joseph Desclaux. Le SN Bayonne compte alors dans ses rangs Robert Caillou, José Audignon, Henri Sanz, Cyprien Estoueigt et Marcel Villafranca.

### Deuxième partie de carrière au rugby à XIII
Lors de la saison 1944-1945, le rugby à XIII reprend ses droits après son interdiction par le décret du 19 décembre 1941 par le Maréchal Pétain. Nommé alors « jeu à XIII » à la suite du refus de la Fédération française de rugby à XV d'utiliser le mot « rugby », le Championnat de France de rugby à XIII redémarre et ses clubs se reconstruisent. Le club de Côte basque XIII est ainsi recréé et fait appel à ses anciens joueurs tout en incorporant de nombreux joueurs de rugby à XV, participant ainsi aux transferts de nombreux joueurs du SN Bayonne dont Caillou, Jean Fachan, Etchart, Sanz, Audignon et Denis Martiquet. Côte basque XIII dispute la demi-finale du Championnat de France 1945 face au Toulouse olympique XIII de René Duffort et le quart-de-finale du Championnat de France 1946 contre le XIII Catalan de Paul Dejean et François Noguères.
Martiquet est un des joueurs les plus utilisés par Côte basque de 1944 à 1946, puis intègre l'entente Bordeaux-Bayonne qui reprend de nombreux éléments des deux clubs que sont Bordeaux XIII et Côte basque XIII lors des deux saisons suivantes entre 1946 et 1948. Martiquet de nouveau une demi-finale du Championnat de France en 1947 contre l'AS Carcassonne qui va dominer les années prochaines le rugby à XIII français. Lors de la saison 1948-1949, le club de Côte basque reprend son indépendance à l'égard de Bordeaux XIII et est absente de la première division en 1949-1950, Martiquet prend alors sa retraite sportive.

### Carrière internationale
Composition de la France :
Denis Martiquet est retenu en équipe de France en janvier 1947 pour affronter le pays de Galles dans le cadre de la Coupe d'Europe 1947, il est préféré à Jean Poch car il est « plus brillant dans le jeu ouvert et plus mobile » bien que pilier ne soit pas son poste en club et est considéré à ce moment-là comme le meilleur avant de Bordeaux-Bayonne avec Maurice Brunetaud. Il est accompagné pour cette unique sélection de sa carrière par le demi d'ouverture et grand nom du XIII, son coéquipier en club, Robert Caillou. Il fait donc ainsi ses débuts en équipe de France en même temps que Marcel Volot, talonneur de Paris XIII. Devant près de 25 000 spectateurs au stade Vélodrome de Marseille, la France s'impose 14-5, la presse par l’intermédiaire du Midi Olympique juge Martiquet « courageux et volontaire » au poste de pilier.
Lors de la tournée de l'équipe de Nouvelle-Zélande en 1948 en Europe, Martiquet les affronte avec l'équipe de Côte basque en janvier 1948.

## Palmarès

### Rugby à XV
- Collectif : 
  - Vainqueur du Championnat de France militaire : 1939.

### Détails en sélection
| Matchs internationaux de Denis Martiquet | Matchs internationaux de Denis Martiquet | Matchs internationaux de Denis Martiquet | Matchs internationaux de Denis Martiquet | Matchs internationaux de Denis Martiquet | Matchs internationaux de Denis Martiquet | Matchs internationaux de Denis Martiquet | Matchs internationaux de Denis Martiquet | Matchs internationaux de Denis Martiquet | Matchs internationaux de Denis Martiquet | Matchs internationaux de Denis Martiquet | Matchs internationaux de Denis Martiquet |
|                                          | Date                                     | Adversaire                               | Résultat                                 | Compétition                              | Poste                                    | Points                                   | Essais                                   | Pen.                                     | Drops                                    |                                          |                                          |
| ---------------------------------------- | ---------------------------------------- | ---------------------------------------- | ---------------------------------------- | ---------------------------------------- | ---------------------------------------- | ---------------------------------------- | ---------------------------------------- | ---------------------------------------- | ---------------------------------------- | ---------------------------------------- | ---------------------------------------- |
| sous les couleurs de la France           |                                          |                                          |                                          |                                          |                                          |                                          |                                          |                                          |                                          |                                          |                                          |
| 1.                                       | 18 janvier 1947                          | Pays de Galles                           | 14-5                                     | Coupe d'Europe                           | Pilier                                   | -                                        | -                                        | -                                        | -                                        |                                          |                                          |

#### Statistiques
| Saison    | Saison           | Championnat           | Championnat | Championnat | Championnat | Championnat | Championnat | Championnat | Coupe           | Coupe      | Coupe | Coupe | Coupe | Coupe | Coupe |
| Saison    | Saison           | Comp.                 | Class.      | M           | Pts         | Ess.        | Buts        | Dp.         | Comp.           | Class.     | M     | Pts   | Ess.  | Buts  | Dp.   |
| --------- | ---------------- | --------------------- | ----------- | ----------- | ----------- | ----------- | ----------- | ----------- | --------------- | ---------- | ----- | ----- | ----- | ----- | ----- |
| 1944-1945 | Côte basque      | Championnat de France | 1/2 finale  | ?           | -           | -           | -           | -           | Coupe de France | 1/4 finale | ?     | -     | -     | -     | -     |
| 1945-1946 | Côte basque      | Championnat de France |             | ?           | -           | -           | -           | -           | Coupe de France | 1/4 finale | ?     | -     | -     | -     | -     |
| 1946-1947 | Bordeaux-Bayonne | Championnat de France | 1/2 finale  | ?           | -           | -           | -           | -           | Coupe de France | 1/2 finale | ?     | -     | -     | -     | -     |
| 1947-1948 | Bordeaux-Bayonne | Championnat de France | 7e          | ?           | -           | -           | -           | -           | Coupe de France | 1/4 finale | ?     | -     | -     | -     | -     |
| 1948-1949 | Côte basque      | Championnat de France | ?           | ?           | -           | -           | -           | -           | Coupe de France | ?          | ?     | -     | -     | -     | -     |